# 豊田村 (岡山県勝田郡)
豊田村（とよたそん）は、岡山県勝田郡にあった村。
現在の勝田郡奈義町柿、豊沢、成松、久常、広岡、宮内に当たる。
なお、奈義町成立時にはあった大字是宗は大半が自衛隊の演習場となっており、現在は大字としては存在しない。

## 沿革
- 1889年6月1日 - 町村制施行に伴い、勝北郡柿村、是宗村、豊沢村、成松村、久常村、広岡村、宮内村が合併し、豊田村となる。大字豊沢に役場を置く。
- 1900年4月1日 - 勝北郡が勝南郡と合併し、勝田郡となる。
- 1955年2月1日 - 勝田郡北吉野村、豊並村と合併し、奈義町となる。

## 地名の読み方
- 柿（かき）
- 是宗（こりむね）
- 豊沢（とよさわ）
- 成松（なりまつ）
- 久常（ひさつね）
- 広岡（ひろおか）
- 宮内（みやうち）

## 現在の様子

### 郵便番号
- 708-1311 勝田郡奈義町久常
- 708-1314 勝田郡奈義町柿
- 708-1321 勝田郡奈義町宮内
- 708-1322 勝田郡奈義町成松
- 708-1323 勝田郡奈義町豊沢
- 708-1324 勝田郡奈義町広岡

708-131X、708-132Xの残りの番号は北吉野村を参照。

### 教育

#### 保育園
- 奈義町立奈義保育園

#### 小学校
- 奈義町立奈義小学校

#### 中学校
- 奈義町立奈義中学校

### 交通

#### 鉄道
旧村内を走る鉄道及びその駅なし

#### 道路

##### 高速道路
旧村内を走る高速道路なし

##### 国道
- 国道53号

##### 県道
- 主要地方道
  - 岡山県道51号美作奈義線
- 一般県道
  - 岡山県道353号石生奈義線

### 河川・山岳

#### 河川
- 高殿川
- 成松川

### 名所・旧跡・観光スポット・祭事・催事
- ビカリアミュージアム

### 寺院・神社

#### 寺院
- 随泉寺

#### 神社
- 杉神社
- 諾神社
- 宮内神社
- 八幡神社